# 京都學派
京都學派（日语：／ Kyōto gakuha）一般指以西田幾多郎和田邊元為中心，以及師事西田和田邊的哲學家所形成的哲学學派。以京都大学人文科学研究所为中心的专门研究跨学科的一派，为了与哲学的京都学派分别，被称作新京都学派。另外，其他各个领域中也都有称作“京都学派”的小组。

## 哲學
京都学派详细的定义因不同国家不同研究者而有所差异，但仍然是世界各国积极研究的对象。主要成员包括：西田幾多郎、田邊元、波多野精一、朝永三十郎、和辻哲郎、三木清、西谷启治、久松真一、武内義範、土井虎賀壽・下村寅太郎・上田閑照、大橋良介等等，还有左派如三木清、戸坂潤、中井正一、久野収等等。其中特别是中井正一与京都学派（人文研）的桑原武夫和京都学派（近代経済学）的青山秀夫有密切的来往。另外，因为桑原武夫的父親是京大文学部教授，他从小就同西田几多郎接触。
京都学派以融合西方哲学和東方哲學为目标，西田幾多郎《善の研究》等代表了京都学派的立场，在即東洋化又西洋化的日本，不仅要接受西洋哲学，还要探索如何和西洋哲学内心上融合。但是，对東洋的再评价的立場和独特的身份的摸索过程中，逐渐接近了“西洋是进退维谷，东洋才是中心”的大东亚思想。按照刘及辰的讲法，京都学派哲学学派分为三支：高山岩男、高坂正显、西谷启治为右派；务台理作为中央派；三木清、户坂润为左派。这里所说的京都学派便是指哲学学派的右派，因为西谷启治、高坂正显、高山岩男所开创的“战争哲学”、“世界哲学”，所以也被称为“世界史学派”，又称京都学派四天王（西谷啓治・高坂正顕・高山岩男・鈴木成高），提倡“世界史的哲学”和“近代的超克”（overcoming of modernity），亲近日本海軍，采用哲学的路径为日本在世界历史中的主体性地位做合理性辩护，并进一步在其体系中确立了日本在世界历史中的中心位置。
太平洋战争日本战败后，战前的京都学派没落。但是战後的高坂、高山接近保守的自民党，京都学派和政治的关系一直持续到今日。另外，在陆军与海军相比拥有压倒性力量的时代，大桥良介评价说，接近海军与其说是对军部政权的赞助，不如说是对军部方针进行纠正的体制批判的行动。另外，根据大岛康正的笔记，大桥指出，京都学派（东洋史学）的宫崎市定也作为常客参加了作为该海军的布莱恩托拉斯的京都学派的聚会。
另外，大桥良介提出了根据梯明秀的分类来区分京都学派和京都哲学的提案。总之，将“以某种形式继承并展开‘无’思想的思想家的网络”理解为京都学派，向西田和田边学习，将他们的知识网络下的东西分类为京都哲学。在这种情况下，三木被认为是一个微妙的立场，多数左派的弟子不在京都学派中。另外，作为弟子一边写着西田的著作的编辑和解说，一边自己的研究大概也不包含朝着历史方向发展的下村寅太郎。另外，由于与京都大学无缘，一般不包括在京都学派中，但是铃木大拙是西田的好朋友，在“继承、展开‘无’的思想”这一点上也相互影响，在京都的大学（大谷大学）工作，所以如果按照大桥的定义，铃木也是京都学派。另一方面，中村雄二郎在《共同感觉论》（1979）中，对三木、户坂、中井（还有虽然不是京都大学毕业，但和户坂关系很好的三枝博音的名字）的共同感觉进行了探讨，暗示西田哲学的“场所的逻辑”可以被批判地跨越。从这一点来看，不要过于狭隘地看待京都学派（哲学），这才是生产性的。
京都学派四天王对战时自己的言行没有做任何总结和辩护。1965年，粕谷一希恳求高山岩男讨论“我的战争责任”，高山拒绝了。对于四人的沉默，下村寅太郎表示：“京都学派的人们之所以不为自己辩护，正确的做法是不接受批评而无视。批评是站在“胜者为王”的立场上，不是靠自己，而是靠思想本身的实力。。　

## 京都学派（哲学）人物列表
- 西田幾多郎
- 田邊元
- 波多野精一
- 朝永三十郎
- 和辻哲郎
- 久松真一
- 武内義範
- 土井虎賀壽（日语：土井虎賀寿）
- 下村寅太郎
- 上田閑照
- 大橋良介
- 三木清-京都学派左派
- 戸坂潤-京都学派左派
- 中井正一-京都学派左派
- 久野収-京都学派左派
- 西谷启治-京都学派四天王
- 高坂正顕-京都学派四天王
- 高山岩男-京都学派四天王
- 鈴木成高-京都学派四天王

## 註腳
1. ↑  .   [2017-02-23]. （原始内容存档于2016-10-22）.
2. ↑  . www.douban.com.   [2022-08-07]. （原始内容存档于2022-08-07）.
3. ↑  粕谷一希『反時代的思索者 唐木順三とその周辺』,57頁
4. ↑  下村寅太郎「汀の散歩Ⅰ」,524頁

## 關連項目
- 鈴木大拙

## 外部連結
- 京都学派アーカイブ